# Кзыл Яшьляр
Кзыл Яшьляр — деревня в Пестречинском районе Татарстана. Входит в состав Конского сельского поселения.

## География
Находится в северо-западной части Татарстана на расстоянии приблизительно 5 км на восток-юго-восток по прямой от районного центра села Пестрецы у речки Мёша.

## История
Основана в 1930-х годах, здесь работал лесхоз и деревообрабатывающий цех.

## Население
Постоянных жителей было: в 1949—109, в 1958—114, в 1970—113, в 1979—110, в 1989—120, в 2002—101 (татары 91 %), 105 в 2010.

## Известные уроженцы, жители
Ильдар Ильгизович Мархабин — рядовой Вооружённых Сил СССР, участник войны в Афганистане. Родился в деревне и похоронен в родной деревни.